# Gerrit Valk
Gerrit Valk (Gorinchem, 3 maart 1955) is een Nederlands ambtenaar, archivaris, bestuurder, historicus, onderwijzer, wethouder en PvdA-politicus.

## Leven en werk
Valk werd in 1955 in Gorinchem geboren. Na de havo studeerde hij aan de pedagogische academie voor het basisonderwijs en aan de Rijksarchiefschool . Tevens volgde hij de mo-lerarenopleiding geschiedenis. Vervolgens studeerde hij geschiedenis aan de Universiteit van Amsterdam en in 2004 promoveerde hij tot doctor in de letteren op het proefschrift AZ is de naam! Vijftig jaar betaald voetbal in Alkmaar 1954-2004 aan diezelfde universiteit. Valk begon zijn carrière als onderwijzer geschiedenis. Vervolgens was hij medewerker bij het gemeentearchief te Alkmaar. Van 1986 tot 1989 vervulde hij de functie van gemeentearchivaris van Alkmaar.
Van 16 november 1989 tot 17 mei 1994 en van 24 januari 1995 tot 23 mei 2002 was Valk werkzaam als Tweede Kamerlid. Valk werd tot drie keer toe niet direct verkozen als Kamerlid, maar geïnstalleerd als Kamerlid nadat boven hem geplaatsten op de kieslijst, lid werden van het kabinet en/of tussentijds vertrokken voor een functie elders. In de Tweede Kamer hield hij zich voornamelijk bezig met defensie en verkeer en waterstaat.
Van 31 augustus 2004 tot mei 2006 bekleedde Valk de functie van wethouder van Bergen. Sinds 2008 is Valk bestuursvoorzitter van de Kamer van Koophandel van Noordwest-Holland te Alkmaar. Tevens is hij thans voorzitter van de Stichting Continuïteit AZ van de voetbalclub AZ. Sinds 1 maart 2011 is Valk werkzaam als voorzitter van het Veteraneninstituut.

## Ridderorde
- Ridder in de Orde van Oranje-Nassau, 22 mei 2002

## Publicatie
- AZ is de naam! Vijftig jaar betaald voetbal in Alkmaar 1954-2004 (proefschrift) (2004)